# Anne Shirley
Anne Shirley (17 de abril de 1918 – 4 de julio de 1993) fue una actriz cinematográfica estadounidense.

## Biografía
Su verdadero nombre era Dawn Evelyn Paris, y nació en la ciudad de Nueva York. Comenzó a modelar siendo bebé e hizo su debut cinematográfico con un papel destacado en Moonshine Valley (1922). A los cinco años inició una fructífera trayectoria como actriz infantil bajo el nombre de Dawn O'Day, actuando en películas de la época anterior al código Hays como Liliom (1930), Riders of the Purple Sage (con Tom Mix), So Big!, Tres vidas de mujer y Rasputín y la zarina. 
En 1934 la actriz interpretó a Anne Shirley, personaje de la película Anne of Green Gables, basada en la obra Ana de las Tejas Verdes, adoptando a partir de entonces como nombre artístico propio el de dicho personaje.
Ya con su nuevo nombre, consiguió una fructífera carrera actuando en papeles de reparto. Entre sus películas destaca Stella Dallas (1937), cinta por la cual fue nominada al Oscar a la mejor actriz de reparto.  
De entre las muchas películas en las que participó, destacan Steamboat 'Round the Bend, Make Way for a Lady, Vigil in the Night, Anne of Windy Poplars, The Devil and Daniel Webster y Murder, My Sweet, su último film.
En 1945 decidió retirarse, fijando su domicilio en Los Ángeles, California.
Su primer marido fue el actor John Payne, con el que tuvo a Julie Ann Payne, también actriz. Su segundo matrimonio fue con Adrian Scott, y el tercero con Charles Lederer, sobrino de la actriz Marion Davies. Fruto de su último matrimonio nació un hijo, Daniel Lederer.
Anne Shirley falleció a causa de un cáncer de pulmón en Los Ángeles en 1993. Tenía 75 años de edad. Sus restos fueron incinerados, y las cenizas entregadas a sus allegados.
Por su contribución a la industria cinematográfica se le concedió una estrella en el Paseo de la Fama de Hollywood, en el 7020 de Hollywood Boulevard.

## Filmografía

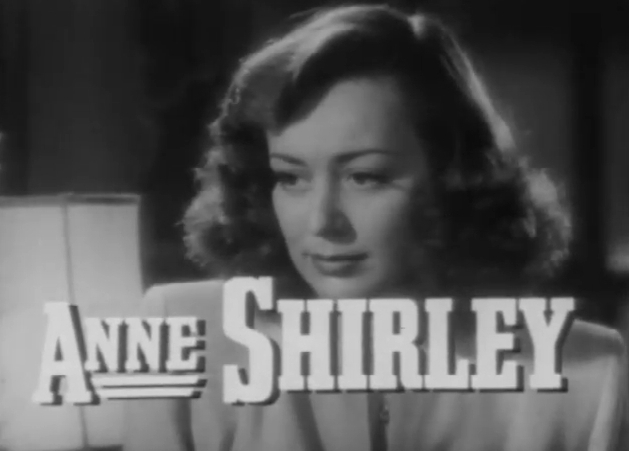
Shirley en Murder, My Sweet (1944)

| Año  | Título                                                      | Personaje                                               | Observaciones                      |
| ---- | ----------------------------------------------------------- | ------------------------------------------------------- | ---------------------------------- |
| 1922 | The Hidden Woman                                            | Niña                                                    | como Dawn O'Day                    |
| 1922 | Moonshine Valley                                            | Nancy                                                   | como Dawn O'Day                    |
| 1923 | The Rustle of Silk                                          | Niña                                                    | como Dawn O'Day                    |
| 1923 | The Spanish Dancer (La bailarina española)                  | Don Balthazar Carlos                                    | como Dawn O'Day                    |
| 1924 | The Man Who Fights Alone                                    | Dorothy                                                 | como Dawn O'Day                    |
| 1924 | The Fast Set                                                | Pequeña Margaret                                        | como Dawn O'Day                    |
| 1925 | Riders of the Purple Sage                                   | Fay Larkin                                              | no acreditada                      |
| 1925 | Alice's Egg Plant                                           | Alice                                                   | acreditada como Dawn O'Day         |
| 1927 | Night Life                                                  | Hija de un especulador                                  | como Dawn O'Day                    |
| 1927 | The Callahans and the Murphys                               | Mary Callahan                                           | como Dawn O'Day                    |
| 1928 | Mother Knows Best                                           | Sally, de niña                                          | como Dawn O'Day                    |
| 1928 | 4 Devils                                                    | Marion, de niña                                         | como Dawn O'Day                    |
| 1928 | Sins of the Fathers                                         | Mary, de niña                                           | como Dawn O'Day                    |
| 1930 | City Girl                                                   | Marie Tustine                                           | como Dawn O'Day                    |
| 1930 | Liliom                                                      | Louise                                                  | como Dawn O'Day                    |
| 1931 | Gun Smoke                                                   | La hija de Horton                                       | como Dawn O'Day                    |
| 1931 | Hello Napoleon                                              | La niña                                                 | como Dawn O'Day                    |
| 1931 | Howdy Mate                                                  | -                                                       | como Dawn O'Day                    |
| 1931 | Rich Man's Folly (¿Qué vale el dinero?)                     | Anne, de niña                                           | como Dawn O'Day                    |
| 1932 | Emma                                                        | Isabelle, de niña                                       | sin créditos                       |
| 1932 | Young America                                               | Niña                                                    | como Dawn O'Day                    |
| 1932 | So Big!                                                     | Selina Peake, de niña                                   | sin créditos                       |
| 1932 | The Purchase Price                                          | Sarah Tipton, la hija                                   | sin créditos                       |
| 1932 | Tres vidas de mujer (Three on a Match)                      | Vivian Revere, de niña                                  | como Dawn O'Day                    |
| 1932 | Rasputín y la zarina                                        | Princesa Anastasia                                      | sin créditos                       |
| 1933 | The Life of Jimmy Dolan                                     | Mary Lou                                                | sin créditos                       |
| 1934 | This Side of Heaven                                         | Niña                                                    | como Dawn O'Day/Escenas eliminadas |
| 1934 | Picture Palace                                              | Dawn                                                    | como Dawn O'Day                    |
| 1934 | School for Girls                                            | Catherine Fogarty                                       |                                    |
| 1934 | Finishing School                                            | Billie                                                  | como Dawn O'Day                    |
| 1934 | Private Lessons                                             | Dawn                                                    | como Dawn O'Day                    |
| 1934 | The Key                                                     | Niña                                                    | como Dawn O'Day                    |
| 1934 | Bachelor Bait                                               | Miriam Ann Johnson, solicitante de licencia matrimonial | sin créditos                       |
| 1934 | Ana de las Tejas Verdes                                     | Anne Shirley                                            |                                    |
| 1935 | Chasing Yesterday                                           | Jeanne Alexandre                                        |                                    |
| 1935 | Steamboat Round the Bend                                    | Fleety Belle                                            |                                    |
| 1936 | Chatterbox                                                  | Jenny Yates                                             |                                    |
| 1936 | M'Liss                                                      | M'liss Smith                                            |                                    |
| 1936 | So and Sew                                                  | -                                                       |                                    |
| 1936 | Make Way for a Lady                                         | June Drew                                               |                                    |
| 1937 | Too Many Wives                                              | Betty Jackson                                           |                                    |
| 1937 | Meet the Missus                                             | Louise Foster                                           |                                    |
| 1937 | Stella Dallas                                               | Laurel 'Lollie' Dallas                                  |                                    |
| 1938 | Condemned Women                                             | Millie Anson                                            |                                    |
| 1938 | Law of the Underworld                                       | Annabelle Porter                                        |                                    |
| 1938 | Mother Carey's Chickens                                     | Nancy Carey                                             |                                    |
| 1938 | Girls' School                                               | Natalie Freeman                                         |                                    |
| 1938 | A Man to Remember                                           | Jean Johnson                                            |                                    |
| 1939 | Boy Slaves                                                  | Annie                                                   |                                    |
| 1939 | Sorority House                                              | Alice Fisher                                            |                                    |
| 1939 | Career                                                      | Sylvia Bartholomew                                      |                                    |
| 1940 | Vigil in the Night                                          | Lucy Lee                                                |                                    |
| 1940 | Saturday's Children                                         | Bobby Halevy                                            |                                    |
| 1940 | Anne of Windy Poplars                                       | Anne Shirley                                            |                                    |
| 1941 | West Point Widow                                            | Nancy Hull                                              |                                    |
| 1941 | Unexpected Uncle (Tío improvisado)                          | Kathleen Brown                                          |                                    |
| 1941 | The Devil and Daniel Webster (El hombre que vendió su alma) | Mary Stone                                              |                                    |
| 1942 | Four Jacks and a Jill                                       | Karanina 'Nina' Novak                                   |                                    |
| 1942 | The Mayor of 44th Street                                    | Jessey Lee                                              |                                    |
| 1943 | Ona zashchishchayet rodinu                                  | Pasha                                                   | Voz inglesa                        |
| 1943 | Lady Bodyguard                                              | A. C. Baker                                             |                                    |
| 1943 | The Powers Girl                                             | Ellen Evans                                             |                                    |
| 1943 | Bombardier                                                  | Burton Hughes                                           |                                    |
| 1943 | Government Girl                                             | May Harness Blake                                       |                                    |
| 1944 | Man from Frisco                                             | Diana Kennedy                                           |                                    |
| 1944 | Music in Manhattan (Adorable mentirosa)                     | Frankie Foster                                          |                                    |
| 1944 | Murder, My Sweet (Historia de un detective)                 | Anne Grayle                                             |                                    |

## Premios y distinciones
Premios Óscar
| Año  | Categoría               | Película      | Resultado |
| ---- | ----------------------- | ------------- | --------- |
| 1938 | Mejor Actriz de Reparto | Stella Dallas | Nominada  |